# Bronisław Geremek
Bronisław Geremek (), né Benjamin Lewertow, est un historien médiéviste et homme politique polonais, né le 6 mars 1932 à Varsovie et mort le 13 juillet 2008 à Lubień.

## Biographie

### Enfance et jeunesse
Juif rescapé du ghetto de Varsovie dont il s’est échappé en 1943, il adhère en 1950 au Parti ouvrier unifié polonais (PZPR).
En 1954, il est diplômé d'histoire de l'université de Varsovie. Il étudie en France en 1956 et 1957, à l’École pratique des hautes études. À la fin de l'année 1962, il prend la direction du Centre de civilisation polonaise, qui vient d’être créé à la Sorbonne et qu'il conserve jusqu'en 1965.

### Prise de distance avec le communisme
Dans les années 1960, il rejoint le courant dit « révisionniste » du Parti communiste français. À l'époque, il est marxiste convaincu, mais prend toutefois ses distances avec les partis communistes quand les chars soviétiques mettent fin au printemps de Prague. Il quitte alors le PZPR. De 1965 à 1980, il enseigne à l’université de Varsovie.

### Un soutien de Lech Wałęsa
Passé dans l’opposition et participant aux activités du Comité de défense des ouvriers (KOR), il assiste aux grandes grèves de Gdańsk en 1980 et rejoint le mouvement syndical Solidarność. Il fait partie des négociateurs « intellectuels » avec Tadeusz Mazowiecki (et qui comprend notamment l'historien Bohdan Cywiński (pl) et la sociologue Jadwiga Staniszkis) que Wałęsa voulait à ses côtés pour négocier avec les autorités, ce qui aboutit à l'accord de Gdańsk le 31 août 1980. Il y incarne le collectivisme autogestionnaire antistalinien. Il se lie aux milieux intellectuels catholiques et devient conseiller personnel de Lech Wałęsa. À la suite du coup d’État du général Jaruzelski en 1981, il est interné durant deux ans et demi.

### Négociateur de la transition
Après sa libération, il est l'un des animateurs d'un comité pour la sortie pacifique du communisme et sera l'un des négociateurs du compromis du printemps 1989, qui prévoit la constitution d'un Parlement à deux chambres : un Sénat librement élu au suffrage universel est créé, tandis qu'à la Diète, seuls 35 % des sièges font l'objet d'une attribution démocratique, les 65 % restants étant laissés au PC polonais et ses affidés.
Lors de ce scrutin, il est lui-même élu et rejoint le groupe parlementaire Solidarité, dont il prend la présidence, puis, en 1990, celle du groupe Union démocratique. Il rejoint cette même année le parti éponyme (UD). Il postule aux élections législatives du 27 octobre 1991 dans la circonscription de Varsovie. Il est élu, totalisant d'ailleurs 31 746 votes préférentiels. Il retrouve ensuite la présidence du groupe UD.
Aux élections législatives anticipées du 19 septembre 1993, il est à nouveau candidat à la Diète. Élu dans la nouvelle circonscription de Varsovie-I, il engrange 57 219 suffrages de préférence. Il participe l'année suivante à la fondation de l'Union pour la liberté (UW), issue entre autres d'une fusion de l'UD. Il occupe la présidence du groupe parlementaire tout au long de la législature.

### Ministre des Affaires étrangères
Il remporte un nouveau mandat parlementaire au cours des élections législatives du 21 octobre 1997, avec 56 340 voix préférentielles dans Varsovie-I. Du fait du résultat de ce scrutin, l'UW forme une coalition avec l'Alliance électorale Solidarité (AWS). Le 31 octobre, à 65 ans, Bronisław Geremek est nommé ministre des Affaires étrangères dans le gouvernement de coalition du conservateur Jerzy Buzek.
Au cours de l'année 1998, il préside l'Organisation pour la sécurité et la coopération en Europe (OSCE) et reçoit le prix International Charlemagne. En 1999, il reçoit le 23e prix de la Fondation Pierre-Lafue, pour l'ensemble de son œuvre.
Il démissionne le 30 juin 2000, dans le cadre de la rupture de la coalition entre l'AWS et l'UW. Il est élu président de sa formation le 18 décembre, contre le vice-président du Sénat Donald Tusk, qui décide alors de quitter l'UW.

### Député européen
Pour les élections législatives du 23 octobre 2001, il est de nouveau tête de liste dans la circonscription redécoupée de Varsovie-I. Avec à peine 3,1 % des voix, le parti échoue à obtenir une représentation parlementaire, dont le seuil est établi à 5 %, et lui-même engrange 26 759 votes préférentiels. Ainsi, le 14 octobre, Władysław Frasyniuk prend sa suite à la présidence de l'UW.
À l'occasion des élections européennes du 13 juin 2004, il se présente sous les couleurs de l'UW dans la circonscription de Varsovie-I. Le parti ne remporte qu'un mandat dans ce territoire, qu'il obtient avec un total de 114 319 votes préférentiels, le deuxième résultat du pays après Jerzy Buzek. Bronisław Geremek est élu député.
Il présente alors sa candidature au poste de président du Parlement européen, étant soutenu par son groupe de l'Alliance des démocrates et des libéraux pour l'Europe (ADLE) et le groupe des Verts/Alliance libre européenne. Toutefois, un accord entre le groupe du Parti populaire européen (PPE) et le groupe du Parti socialiste européen (PSE) réserve cette fonction à un socialiste. Lors de la séance d'installation du 20 juillet 2004, Josep Borrell est élu avec 388 voix favorables – soit 78 de moins que le total du PPE et du PSOE – et Geremek recueille 208 suffrages, 78 de plus que les deux groupes le soutenant.
Ses activités politiques ne l’empêchent pas d'exercer un rôle important au sein du Collège d'Europe de Bruges et de Natolin : le campus polonais, créé en 1993 dans un ancien château près de Varsovie, sur le modèle de celui de Bruges qui prépare des étudiants en fin d'études, de nationalités différentes, aux carrières européennes. Il y dirige la chaire de civilisation européenne. En 1992-1993, il assure au Collège de France un cours sur l'« histoire sociale, exclusions et solidarité ».
Il est membre en 2003 du Comité d'orientation scientifique de l'association fondée par Michel Rocard et Dominique Strauss-Kahn, À gauche en Europe. En 2004, il devient vice-président du Conseil de surveillance de la Fondation pour l'innovation politique. En 2006, il succède au professeur Henri Rieben comme président de la Fondation Jean-Monnet pour l'Europe. À ce titre, il préside à de régulières manifestations au siège de fondation à Lausanne, telle la remise de la médaille d'or à l'ancien chancelier allemand Helmut Kohl, le 25 janvier 2007.
Il rejoint en 2005 le Parti démocrate - demokraci.pl (PD), constitué par l'UW et des dissidents sociaux-démocrates.

### Opposition à la loi de lustration
En avril 2007, il refuse de se conformer à la nouvelle loi de lustration votée en Pologne en octobre 2006 par la majorité conservatrice. Ce texte impose aux personnalités publiques de déclarer leurs éventuelles anciennes activités avec la police secrète communiste (SB), dont le contrôle revient à l'Institut de la mémoire nationale (IPN) et non à la justice. Lui-même avait voté une loi de ce genre en 1997, sous le gouvernement de centre gauche de Włodzimierz Cimoszewicz, et avait signé sa déclaration quinquennale en 2002. Au moment où il est venu étudier puis travailler en France, les services polonais exigeaient des ressortissants polonais quittant légalement le territoire qu'ils collaborent avec les services secrets, mais il est possible que cette collaboration n'ait jamais été effective.
De nombreuses personnalités et mouvements politiques européens ont apporté leur soutien à Bronisław Geremek. Mais certains membres, comme le Britannique Daniel Hannan, le soupçonnent d'avoir voulu instrumentaliser la situation pour monter le parlement contre la coalition de droite au pouvoir. Le 11 mai 2007, le tribunal constitutionnel rejette la majeure partie de cette nouvelle loi et notamment la clause qui aurait obligé près de 700 000 personnes à signer des déclarations certifiant qu'elles n'avaient jamais collaboré avec les services secrets de l'ancien régime.

### Décès
Le 13 juillet 2008, alors qu'il circule sur une route non loin de Lubień, sa voiture percute un véhicule de livraison à hauteur de Nowy Tomyśl. L'accident le tue sur le coup. Le parquet de Lubień conclura qu'il s'était endormi au volant, sa voiture s'étant ensuite déportée sur la voie opposée, occasionnant la collision.

## Distinctions et honneurs
- Officier de la Légion d'honneur
- Grand-croix de l'ordre de Léopold II

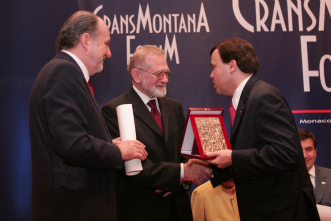
Bronisław Geremek reçoit le Prix de la Fondation à Crans-Montana (2005).

- Grand officier de l'ordre du Mérite de la République fédérale d'Allemagne
- Ordre de la Croix de Terra Mariana de première classe
- Docteur honoris causa de l'université Jagellonne de Cracovie en 2005[6]
- Docteur honoris causa de l'université Lyon 2 en 2005[7]
- Docteur honoris causa de l'université François-Rabelais de Tours en 1975
- Docteur honoris causa de l'université Paris-Sorbonne en 1991

## Citation
« On s'est consacré à faire l'Europe, maintenant il faut se consacrer aux Européens »